# Liste des navires de la Royal Australian Navy

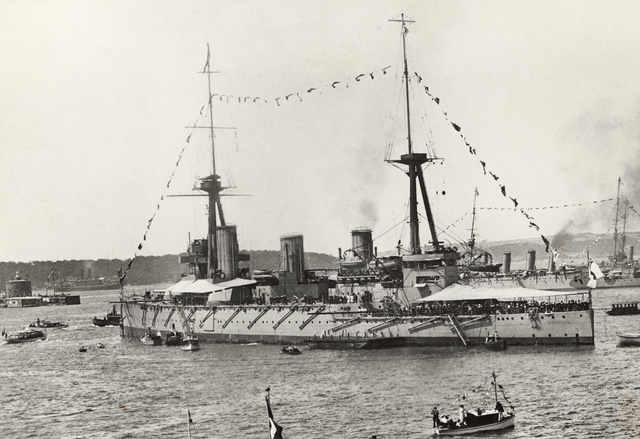
Le croiseur HMAS Australia de classe 'infatigable'(1913–1921)

La liste des navires de la Royal Australian Navy contient la liste de tous les navires passés et présents de la Royal Australian Navy :

## Navires actuels
| Nom              | Pennant number | Type                    | Classe                     | Mise en service |
| ---------------- | -------------- | ----------------------- | -------------------------- | --------------- |
| HMAS Adelaide    | L01            | Landing Helicopter Dock | Canberra                   | 2015            |
| HMAS Albany      | ACPB 86        | Patrouilleur            | Armidale                   | 2006            |
| HMAS Anzac       | FFH 150        | Frégate                 | Anzac                      | 1996            |
| HMAS Ararat      | ACPB 89        | Patrouilleur            | Armidale                   | 2006            |
| HMAS Armidale    | ACPB 83        | Patrouilleur            | Armidale                   | 2005            |
| HMAS Arunta      | FFH 151        | Frégate                 | Anzac                      | 1998            |
| HMAS Ballarat    | FFH 155        | Frégate                 | Anzac                      | 2004            |
| HMAS Bathurst    | ACPB 85        | Patrouilleur            | Armidale                   | 2006            |
| HMAS Benalla     | A 04           | Survey launch           | Paluma                     | 1990            |
| HMAS Broome      | ACPB 90        | Patrouilleur            | Armidale                   | 2007            |
| HMAS Canberra    | L02            | Landing helicopter dock | Canberra                   | 2014            |
| HMAS Childers    | ACPB 93        | Patrouilleur            | Armidale                   | 2007            |
| HMAS Choules     | L100           | Landing ship dock       | Bay                        | 2011            |
| HMAS Collins     | SSG 73         | Sous-marin              | Collins                    | 1996            |
| HMAS Darwin      | FFG 04         | Frégate                 | Adelaide                   | 1984            |
| HMAS Dechaineux  | SSG 76         | Sous-marin              | Collins                    | 2001            |
| HMAS Diamantina  | M 86           | Chasseur de mines       | Huon                       | 2002            |
| HMAS Farncomb    | SSG 74         | Sous-marin              | Collins                    | 1998            |
| HMAS Gascoyne    | M 85           | Chasseur de mines       | Huon                       | 2001            |
| HMAS Glenelg     | ACPB 96        | Patrouilleur            | Armidale                   | 2008            |
| HMAS Hawkesbury  | M 83           | Chasseur de mines       | Huon                       | 2000            |
| HMAS Huon        | M 82           | Chasseur de mines       | Huon                       | 1999            |
| HMAS Larrakia    | ACPB 84        | Patrouilleur            | Armidale                   | 2006            |
| HMAS Launceston  | ACPB 94        | Patrouilleur            | Armidale                   | 2007            |
| HMAS Leeuwin     | A 245          | Survey ship             | Leeuwin                    | 2000            |
| HMAS Maitland    | ACPB 88        | Patrouilleur            | Armidale                   | 2006            |
| HMAS Maryborough | ACPB 95        | Patrouilleur            | Armidale                   | 2007            |
| HMAS Melbourne   | FFG 05         | Frégate                 | Adelaide                   | 1992            |
| HMAS Melville    | A 246          | Survey ship             | Leeuwin                    | 2000            |
| HMAS Mermaid     | A 02           | Survey launch           | Paluma                     | 1989            |
| HMAS Newcastle   | FFG 06         | Frégate                 | Adelaide                   | 1994            |
| HMAS Norman      | M 84           | Chasseur de mines       | Huon                       | 2000            |
| HMAS Paluma      | A 01           | Survey launch           | Paluma                     | 1989            |
| HMAS Parramatta  | FFH 154        | Frégate                 | Anzac                      | 2003            |
| HMAS Perth       | FFH 157        | Frégate                 | Anzac                      | 2006            |
| HMAS Pirie       | ACPB 87        | Patrouilleur            | Armidale                   | 2006            |
| HMAS Rankin      | SSG 78         | Sous-marin              | Collins                    | 2003            |
| HMAS Sheean      | SSG 77         | Sous-marin              | Collins                    | 2000            |
| HMAS Shepparton  | A 03           | Survey launch           | Paluma                     | 1990            |
| HMAS Sirius      | O 266          | navire ravitailleur     | Modified commercial tanker | 2006            |
| HMAS Stuart      | FFH 153        | Frégate                 | Anzac                      | 2002            |
| HMAS Success     | AOR 304        | navire ravitailleur     | Durance                    | 1986            |
| HMAS Toowoomba   | FFH 156        | Frégate                 | Anzac                      | 2005            |
| HMAS Waller      | SSG 75         | Sous-marin              | Collins                    | 2001            |
| HMAS Warramunga  | FFH 152        | Frégate                 | Anzac                      | 2001            |
| HMAS Wollongong  | ACPB 92        | Patrouilleur            | Armidale                   | 2007            |
| HMAS Yarra       | M 87           | Chasseur de mines       | Huon                       | 2003            |

### Navires à disposition
| Nom                 | Pennant number | Type                    | Classe | Mise en service |
| ------------------- | -------------- | ----------------------- | ------ | --------------- |
| ADV Cape Bryon      | 20             | Patrouilleur            | Cape   | 2015            |
| ADV Cape Nelson     | 40             | Patrouilleur            | Cape   | 2015            |
| STS Young Endeavour |                | Sail training tall ship |        | 1988            |

## Anciens navires

### A
| Nom                    | Type                      | Classe            | Dates     | Notes                                                                                          |
| ---------------------- | ------------------------- | ----------------- | --------- | ---------------------------------------------------------------------------------------------- |
| Aase Maersk            | Fleet oiler               | Navire auxiliaire | 1942–1945 |                                                                                                |
| HMAS Abraham Crijnssen | Dragueur de mines         | Jan van Amstel    | 1942–1943 | Transféré de la Royal Netherlands Navy en août 1942, avant d'y retourner en mai 1943.          |
| HMAS Acute             | Patrouilleur              | Attack            | 1968–1983 | Transféré à l'Indonésie.                                                                       |
| HMAS Adelaide          | Croiseur léger            | Town              | 1922–1946 |                                                                                                |
| HMAS Adelaide          | Frégate                   | Adelaide          | 1980–2008 | Sabordé au large d'Avoca Beach, New South Wales (en) comme une épave de plongée en avril 2011. |
| HMAS Adele             | Examination vessel        |                   | 1939–1943 | Ex HMAS Franklin 1915–1922                                                                     |
| HMAS Adroit            | Patrouilleur              | Attack            | 1968–1994 |                                                                                                |
| HMAS Advance           | Patrouilleur              | Attack            | 1968–1988 | Navire musée au Musée national de la marine de Sydney.                                         |
| HMAS AE1               | Sous-marin                | E                 | 1914–1914 |                                                                                                |
| HMAS AE2               | Sous-marin                | E                 | 1914–1915 |                                                                                                |
| HMAS Air Bird          | Air-sea rescue vessel     |                   |           |                                                                                                |
| HMAS Air Chief         | Air-sea rescue vessel     |                   |           |                                                                                                |
| HMAS Air Clan          | Air-sea rescue vessel     |                   |           |                                                                                                |
| HMAS Air Cloud         | Air-sea rescue vessel     |                   |           |                                                                                                |
| HMAS Air Faith         | Air-sea rescue vessel     |                   |           |                                                                                                |
| HMAS Air Foam          | Air-sea rescue vessel     |                   |           | ex-HMAS Air Wave                                                                               |
| HMAS Air Guide         | Air-sea rescue vessel     |                   |           | ex-HMAS Air Hope (913)                                                                         |
| HMAS Air Hope          | Air-sea rescue vessel     |                   |           |                                                                                                |
| HMAS Air Host          | Air-sea rescue vessel     |                   |           |                                                                                                |
| HMAS Air Master        | Air-sea rescue vessel     |                   |           |                                                                                                |
| HMAS Air Mercy         | Air-sea rescue vessel     |                   |           |                                                                                                |
| HMAS Air Mist          | Air-sea rescue vessel     |                   |           |                                                                                                |
| HMAS Air Nymph         | Air-sea rescue vessel     |                   | 1949–1962 | ex-HMAS Air Save                                                                               |
| HMAS Air Rest          | Air-sea rescue vessel     |                   |           |                                                                                                |
| HMAS Air Sailor        | Air-sea rescue vessel     |                   |           |                                                                                                |
| HMAS Air Save          | Air-sea rescue vessel     |                   |           | renommé HMAS Air Nymph                                                                         |
| HMAS Air Sense         | Air-sea rescue vessel     |                   |           |                                                                                                |
| HMAS Air Spray         | Air-sea rescue vessel     |                   |           |                                                                                                |
| HMAS Air Sprite        | Air-sea rescue vessel     |                   | 1960–1976 | Coulé comme cible                                                                              |
| HMAS Air Trail         | Air-sea rescue vessel     |                   |           |                                                                                                |
| HMAS Air View          | Air-sea rescue vessel     |                   |           |                                                                                                |
| HMAS Air Watch         | Air-sea rescue vessel     |                   |           |                                                                                                |
| HMAS Air Wave          | Air-sea rescue vessel     |                   |           | renommé HMAS Air Foam                                                                          |
| HMAS Aitape            | Patrouilleur              | Attack            | 1967–1975 | transféré à la force maritime de Papouasie-Nouvelle-Guinée                                     |
| Ajax                   | Examination vessel        |                   |           |                                                                                                |
| HMAS Alatna            |                           |                   |           |                                                                                                |
| Alacrity               | Patrol vessel/minesweeper | Navire auxiliaire | 1917–1925 |                                                                                                |
| HMAS Albatross         | Transport d'hydravions    |                   | 1929–1933 | transféré à la Royal Navy                                                                      |
| HMAS Alert             |                           |                   |           |                                                                                                |
| HMAS Alfie Cam         | Dragueur de mines         |                   |           |                                                                                                |
| HMAS Allenwood         | Dragueur de mines         |                   |           |                                                                                                |
| Alvina                 | Examination vessel        |                   |           |                                                                                                |
| HMAS Amohine           |                           |                   |           |                                                                                                |
| HMAS Anaconda          |                           |                   |           |                                                                                                |
| HMAS Anchorite         |                           |                   |           |                                                                                                |
| HMAS Anzac             | Destroyer                 | Parker            | 1920–1935 | transféré depuis la Royal Navy                                                                 |
| HMAS Anzac             | Destroyer                 | Battle            | 1951–1974 | Vendu pour la ferraille en 1975                                                                |
| Aorangi                | navire ravitailleur       | Navire auxiliaire | 1914–1915 |                                                                                                |
| HMAS Ararat            | Corvette                  | Bathurst          | 1943–1961 |                                                                                                |
| HMAS Archer            | Patrouilleur              | Attack            | 1968–1973 | transféré à l'Indonésie                                                                        |
| HMAS Ardent            | Patrouilleur              | Attack            | 1968–1984 |                                                                                                |
| HMAS Armidale          | Corvette                  | Bathurst          | 1942–1942 |                                                                                                |
| HMAS Arrow             | Patrouilleur              | Attack            | 1968–1974 | coulé par le Cyclone Tracy                                                                     |
| HMAS Arunta            | Destroyer                 | Tribal            | 1942–1968 |                                                                                                |
| HMAS Assail            | Patrouilleur              | Attack            | 1968–1985 | transféré à l'Indonésie                                                                        |
| HMAS Attack            | Patrouilleur              | Attack            | 1967–1985 | transféré à l'Indonésie                                                                        |
| HMAS Australia         | Croiseur de bataille      | Indefatigable     | 1913–1921 |                                                                                                |
| HMAS Australia         | Croiseur lourd            | County            | 1928–1954 |                                                                                                |
| HMAS Avalon            |                           |                   |           |                                                                                                |
| HMAS Avonita           |                           |                   |           |                                                                                                |
| HMAS Aware             | Patrouilleur              | Attack            | 1968–1993 | échoué en 2011                                                                                 |

### B
| Nom                  | Type                            | Classe                | Dates      | Notes                                                           |
| -------------------- | ------------------------------- | --------------------- | ---------- | --------------------------------------------------------------- |
| HMAS Balikpapan      | Embarcation de débarquement     | Balikpapan            | 1974–2012  |                                                                 |
| HMAS Ballarat        | Corvette                        | Bathurst              | 1941–1947  |                                                                 |
| MSA Bandicoot        | Dragueur de mines               | Bandicoot             | 1991-2010s |                                                                 |
| HMAS Bandolier       | Patrouilleur                    | Attack                | 1968–1973  | transféré à l’Indonésie                                         |
| HMAS Banks           | General Purpose Vessel          | Explorer (en)         | 1960–1995  | Charter vessel MV Banks                                         |
| HMAS Baralaba        | Stores carrier                  | Navire auxiliaire     | 1942–1943  | retour à son propriétaire                                       |
| HMAS Barbette        | Patrouilleur                    | Attack                | 1968–1985  | transféré à l'Indonésie                                         |
| HMAS Barcoo          | Frégate                         | River                 | 1944–1963  |                                                                 |
| Barcoo               | Coal hulk                       | Navire auxiliaire     | 1914–1924  | sabordé au large de Sydney en 1924.                             |
| HMAS Barricade       | Patrouilleur                    | Attack                | 1968–1982  | transféré à l’Indonésie                                         |
| HMAS Barwon          | Frégate                         | River                 | 1945–1962  |                                                                 |
| HMAS Bass            | General Purpose Vessel          | Explorer (en)         | 1960–1994  |                                                                 |
| HMAS Bataan          | Destroyer                       | Tribal                | 1945–1958  |                                                                 |
| HMAS Bathurst        | Corvette                        | Bathurst              | 1940–1948  |                                                                 |
| HMAS Bayonet         | Patrouilleur                    | Attack                | 1969–1988  |                                                                 |
| HMAS Benalla         | Corvette                        | Bathurst              | 1943–1958  |                                                                 |
| HMAS Bendigo         | Corvette                        | Bathurst              | 1941–1947  |                                                                 |
| HMAS Bendigo         | Patrouilleur                    | Fremantle             | 1983–2006  |                                                                 |
| HMAS Bermagui        | Dragueur de mines auxiliaire    |                       | 1939–1946  |                                                                 |
| MSA Bermagui (en)    | Dragueur de mines auxiliaire    |                       | 1994–2000  |                                                                 |
| HMAS Berrima         | Armed merchant ship             |                       | 1914–1917  |                                                                 |
| HMAS Beryl II        | Dragueur de mines auxiliaire    |                       | 1939–1945  |                                                                 |
| HMAS Betano          | Embarcation de débarquement     | Balikpapan            | 1974–2012  |                                                                 |
| HMAS Biloela         | Charbonnier                     |                       | 1920–1927  |                                                                 |
| HMAS Bingera         | Auxiliary anti-submarine vessel | Navire auxiliaire     | 1940–1946  | retour à son propriétaire                                       |
| HMAS Birchgrove Park | Dragueur de mines auxiliaire    |                       |            |                                                                 |
| Bishopdale           | Fleet oiler                     | Dale class oiler (en) | 1942–1945  | On loan from Royal Navy                                         |
| HMAS Black Snake     |                                 | Snake class junk (en) | 1944–1945  | transféré à la British Borneo Civil Administration Unit en 1945 |
| HMAS Bombard         | Patrouilleur                    | Attack                | 1968–1983  | transféré à l'Indonésie                                         |
| HMAS Bombo           | Dragueur de mines auxiliaire    |                       |            |                                                                 |
| HMAS Bonthorpe       | Dragueur de mines auxiliaire    |                       | 1939–1945  |                                                                 |
| HMAS Boonaroo        | Cargo                           |                       | 1967–1967  | Charter vessel MV Boonaroo                                      |
| Boronia              | Crane stores lighter            | Wattle-class (en)     | 1972–1997  | vendu à la Defence Maritime Services                            |
| HMAS Bowen           | Corvette                        | Bathurst              | 1942–1956  |                                                                 |
| HMAS Brisbane        | Croiseur léger                  | Town                  | 1916–1929  |                                                                 |
| HMAS Brisbane        | Destroyer                       | Perth                 | 1967–2001  |                                                                 |
| Brolga               | Dragueur de mines auxiliaire    | Navire auxiliaire     | 1917–1919  | retour à son propriétaire                                       |
| MSA Brolga (en)      | Auxiliary Dragueur de mines     |                       | 1988–2002  |                                                                 |
| HMAS Bronzewing      | Remorqueur                      |                       |            |                                                                 |
| HMAS Broome          | Corvette                        | Bathurst              | 1942–1946  | transféré à la Turquie                                          |
| HMAS Brunei          | Embarcation de débarquement     | Balikpapan            | 1971–2014  | transféré aux Philippines                                       |
| HMAS Buccaneer       | Patrouilleur                    | Attack                | 1969–1985  | transféré à l'Indonésie                                         |
| HMAS Buna            | Embarcation de débarquement     | Balikpapan            | 1973–1974  | transféré à la force maritime de Papouasie-Nouvelle-Guinée      |
| HMAS Bunbury         | Corvette                        | Bathurst              | 1942–1961  |                                                                 |
| HMAS Bunbury         | Patrouilleur                    | Fremantle             | 1984–2005  |                                                                 |
| HMAS Bundaberg       | Corvette                        | Bathurst              | 1942–1961  |                                                                 |
| HMAS Bundaberg       | Patrouilleur                    | Armidale              | 2007–2014  | Détruit en raison de dégâts d'incendie importants               |
| HMAS Bungaree        | Auxiliary minelayer             |                       | 1940–1946  |                                                                 |
| HMAS Burdekin        | Frégate                         | River                 | 1944–1946  |                                                                 |
| HMAS Burnie          | Corvette                        | Bathurst              | 1941–1946  | transféré aux Pays-Bas                                          |
| HMAS Burra Bra       | Navire d'entrainement           |                       |            |                                                                 |

### C
| Nom                            | Type                            | Classe            | Dates     | Notes                                             |
| ------------------------------ | ------------------------------- | ----------------- | --------- | ------------------------------------------------- |
| HMAS Cairns                    | Corvette                        | Bathurst          | 1942–1946 | transféré aux Pays-Bas                            |
| Caledonian Salvor (en)         | Ocean Salvage Remorqueur        |                   |           |                                                   |
| Cambrian Salvor (en)           | Ocean Salvage Remorqueur        |                   |           |                                                   |
| HMAS Canberra                  | Croiseur lourd                  | County            | 1928–1942 | Coulé à la bataille de l'île de Savo              |
| HMAS Canberra (FFG 02)         | Frégate                         | Adelaide          | 1981–2005 |                                                   |
| HMAS Cape Leeuwin              | Lighthouse tender               |                   | 1943–1945 |                                                   |
| Captain Cook                   | Examination vessel              |                   |           |                                                   |
| Captain Cook II                | Examination vessel              |                   |           |                                                   |
| Captain Cook III               | Examination vessel              |                   |           |                                                   |
| HMAS Carroo                    | Lighter                         |                   | 1942–1946 |                                                   |
| MSA Carole-S (en)              | Auxiliary Dragueur de mines     |                   | 1993–1994 |                                                   |
| HMAS Castlemaine               | Corvette                        | Bathurst          | 1942–1945 | Navire musée à Williamstown                       |
| HMAS Cerberus (en)             | Monitor                         |                   | 1911–1921 | transféré depuis la marine coloniale du Victoria. |
| HMAS Cessnock                  | Corvette                        | Bathurst          | 1942–1947 |                                                   |
| HMAS Cessnock                  | Patrouilleur                    | Fremantle         | 1983–2005 |                                                   |
| HMVS Childers (en)             | Torpilleur                      |                   | 1911–1918 | transféré depuis la marine coloniale du Victoria  |
| HMAS Colac                     | Corvette                        | Bathurst          | 1942–1983 |                                                   |
| HMAS Condamine                 | Frégate                         | River             | 1945–1962 |                                                   |
| HMAS Coogee                    | Armed patrol vessel/minesweeper | Navire auxiliaire | 1918–1919 |                                                   |
| HMAS Cook                      | Survey ship                     |                   | 1980–1990 |                                                   |
| HMAS Coolebar                  | Dragueur de mines auxiliaire    |                   |           |                                                   |
| HMAS Coombar                   | Dragueur de mines auxiliaire    |                   |           |                                                   |
| HMAS Cootamundra               | Corvette                        | Bathurst          | 1943–1962 |                                                   |
| HMAS Countess of Hopetoun (en) | Torpilleur                      |                   | 1911–1924 | transféré depuis la marine coloniale du Victoria  |
| HMAS Cowra                     | Corvette                        | Bathurst          | 1943–1961 |                                                   |
| HMAS Culgoa                    | Frégate                         | River             | 1945–1962 |                                                   |
| HMAS Curlew                    | Dragueur de mines               | Ton               | 1962–1991 | ex-HMS Chediston                                  |

### D
| Nom                | Type                         | Classe    | Dates     | Notes                                           |
| ------------------ | ---------------------------- | --------- | --------- | ----------------------------------------------- |
| HMAS Deloraine     | Corvette                     | Bathurst  | 1941–1956 |                                                 |
| HMAS Derwent       | Destroyer d'escorte          | River     | 1964–1994 |                                                 |
| HMAS Diamantina    | Frégate                      | River     | 1945–1981 | Navire musée au Queensland Maritime Museum (en) |
| HMAS Diamond Snake |                              |           |           |                                                 |
| HMAS Doomba        | Dragueur de mines auxiliaire | Hunt      | 1939–1946 |                                                 |
| HMAS Dubbo         | Corvette                     | Bathurst  | 1942–1958 |                                                 |
| HMAS Dubbo         | Patrouilleur                 | Fremantle | 1984–2006 |                                                 |
| HMAS Duchess       | Destroyer                    | Daring    | 1964–1977 | transféré depuis la Royal Navy                  |
| HMAS Durraween     | Dragueur de mines auxiliaire |           |           |                                                 |

### E
| Nom            | Type                                           | Classe                | Dates     | Notes                           |
| -------------- | ---------------------------------------------- | --------------------- | --------- | ------------------------------- |
| HMAS Echuca    | Corvette                                       | Bathurst              | 1942–1952 | transféré à la Nouvelle-Zélande |
| HMAS Eduardo   |                                                |                       | 1945      | transféré depuis la Royal Navy  |
| HMAS Elwing    | Remorqueur                                     | Navire auxiliaire     | 1942–??   |                                 |
| HMAS Encounter | Croiseur protégé                               | Challenger class (en) | 1912–1923 | renommé HMAS Penguin en 1923    |
| HMAS Emu       | Remorqueur                                     |                       |           |                                 |
| Esturia        | Pétrolier and stores ship/destroyer depot ship | Navire auxiliaire     | 1914–1917 |                                 |

### F
| Nom                | Type                     | Classe            | Dates     | Notes                                           |
| ------------------ | ------------------------ | ----------------- | --------- | ----------------------------------------------- |
| HMAS Falie         | Inspection/stores vessel |                   | 1940–1946 |                                                 |
| Falkefjell         | Fleet oiler              | Navire auxiliaire | 1941–1942 | Prêt de la Royal Navy                           |
| HMAS Fantome (en)  | Sloop                    | Cadmus (en)       | 1914–1925 | transféré depuis la Royal Navy                  |
| HMAS Flinders      | Survey ship              |                   | 1973–1998 |                                                 |
| HMAS Forceful      | Remorqueur               |                   | 1942–1943 | navire musée au Queensland Maritime Museum (en) |
| HMAS Franklin (en) | Tender                   |                   | 1915–1922 | sert par la suite comme HMAS Adele 1939–1943    |
| HMAS Fremantle     | Corvette                 | Bathurst          | 1943–1961 |                                                 |
| HMAS Fremantle     | Patrouilleur             | Fremantle         | 1980–2006 |                                                 |

### G
| Nom                | Type                         | Classe            | Dates     | Notes                                                                           |
| ------------------ | ---------------------------- | ----------------- | --------- | ------------------------------------------------------------------------------- |
| HMAS Gascoyne      | Frégate                      | River             | 1946–1966 |                                                                                 |
| HMAS Gawler        | Corvette                     | Bathurst          | 1942–1946 | transféré à la Turquie                                                          |
| HMAS Gawler        | Patrouilleur                 | Fremantle         | 1983–2006 |                                                                                 |
| HMAS Gayundah (en) | Canonnière                   |                   | 1911–1921 | transféré de la Queensland Maritime Defence Force, colonial navy of Queensland. |
| HMAS Gayundah      | Motor Refrigeration Lighter  | MRL               | 1944–1981 |                                                                                 |
| HMAS Geelong       | Corvette                     | Bathurst          | 1942–1944 |                                                                                 |
| HMAS Geelong       | Patrouilleur                 | Fremantle         | 1984–2006 |                                                                                 |
| HMAS Geraldton     | Corvette                     | Bathurst          | 1942–1946 | transféré à la Turquie                                                          |
| HMAS Geraldton     | Patrouilleur                 | Fremantle         | 1983–2006 |                                                                                 |
| HMAS Geranium      | Corvette                     | Arabis (en)       | 1919–1927 | ex HMS Geranium de la Royal Navy                                                |
| HMAS Gladstone     | Corvette                     | Bathurst          | 1943–1956 |                                                                                 |
| HMAS Gladstone     | Patrouilleur                 | Fremantle         | 1984–2007 |                                                                                 |
| HMAS Glenelg       | Corvette                     | Bathurst          | 1942–1957 |                                                                                 |
| HMAS Goolgwai      | Dragueur de mines auxiliaire |                   |           |                                                                                 |
| HMAS Goonambee     | Dragueur de mines auxiliaire |                   |           |                                                                                 |
| HMAS Goorangai     | Dragueur de mines auxiliaire |                   | 1939–1940 | Coulé après sa collision avec le HMAT Duntroon (en)                             |
| HMAS Gordon        | Torpilleur                   |                   | 1911–1914 | ex-HMVS Gordon de la colonial navy of Victoria                                  |
| HMAS Goulburn      | Corvette                     | Bathurst          | 1941–1947 |                                                                                 |
| HMAS Grantala      | Navire-hôpital               |                   | 1914      |                                                                                 |
| HMAS Gull          | Dragueur de mines            | Ton               | 1962–1976 | ex-HMS Swanston                                                                 |
| HMAS Gunbar        | Dragueur de mines auxiliaire |                   | 1940–1946 |                                                                                 |
| Gunundaal          | Dragueur de mines auxiliaire | Navire auxiliaire | 1917–1919 | retour à son propriétaire                                                       |
| MSA Gunundaal (en) | Dragueur de mines auxiliaire | Navire auxiliaire |           |                                                                                 |
| HMAS Gympie        | Corvette                     | Bathurst          | 1942–1961 |                                                                                 |

### H
| Nom             | Type                                        | Classe       | Dates                | Notes                                           |
| --------------- | ------------------------------------------- | ------------ | -------------------- | ----------------------------------------------- |
| HMAS Hankow     | Coal hulk                                   |              | 1913–1932            | coulé comme navire cible par le HMAS Albatross. |
| HMAS Hawk (en)  | Auxiliary patrol boat                       |              | 1940–1945            | ex-HMAS Sleuth.                                 |
| HMAS Hawk       | Dragueur de mines                           | Ton          | 1962–1976            | ex-HMS Somerleyton                              |
| HMAS Hawkesbury | Frégate                                     | River        | 1944–1955            |                                                 |
| HMAS HDML 1347  | Harbour defence motor launch                |              | 1945–1946            |                                                 |
| HMAS Heros      | Auxiliary anti-submarine vessel and tugboat | Rescue/Saint | 1940–1942, 1943–1947 |                                                 |
| HMAS Hobart     | Croiseur léger                              | Leander      | 1938–1947            | ex-HMS Apollo                                   |
| HMAS Hobart     | Destroyer                                   | Perth        | 1965–2000            | coulé comme épave de plongé                     |
| HMAS Horsham    | Corvette                                    | Bathurst     | 1942–1961            |                                                 |
| HMAS Huon       | Destroyer                                   | River        | 1915–1928            |                                                 |

### I
| Nom           | Type              | Classe    | Dates     | Notes                                            |
| ------------- | ----------------- | --------- | --------- | ------------------------------------------------ |
| HMAS Ibis     |                   |           |           | réquisitionné lors de la Seconde Guerre mondiale |
| HMAS Ibis     | Dragueur de mines | Ton       | 1962–1984 | ex-HMS Singleton                                 |
| HMAS Inverell | Corvette          | Bathurst  | 1942–1952 | transféré à la Nouvelle-Zélande                  |
| HMAS Ipswich  | Corvette          | Bathurst  | 1942–1946 | transféré à la Royal Netherlands Navy            |
| HMAS Ipswich  | Patrouilleur      | Fremantle | 1982–2007 |                                                  |

### J
| Nom             | Type                  | Classe            | Dates     | Notes                                             |
| --------------- | --------------------- | ----------------- | --------- | ------------------------------------------------- |
| HMAS J1         | Sous-marin            | J                 | 1919–1924 | transféré depuis la Royal Navy                    |
| HMAS J2         | Sous-marin            | J                 | 1919–1924 | transféré depuis la Royal Navy                    |
| HMAS J3         | Sous-marin            | J                 | 1919–1926 | transféré depuis la Royal Navy                    |
| HMAS J4         | Sous-marin            | J                 | 1919–1924 | transféré depuis la Royal Navy                    |
| HMAS J5         | Sous-marin            | J                 | 1919–1924 | transféré depuis la Royal Navy                    |
| HMAS J7         | Sous-marin            | J                 | 1919–1929 | transféré depuis la Royal Navy                    |
| HMAS Jeparit    | Vraquier              |                   | 1969–1971 | transféré depuis l'Australian National Lines (en) |
| HMAS Jervis Bay | Navire d'entrainement |                   | 1977–1996 |                                                   |
| HMAS Jervis Bay | Transport de troupes  |                   | 1999–2001 |                                                   |
| HMAS John Oxley | Examination vessel    | Navire auxiliaire | 1943–194? | retour à son propriétaire                         |
| HMAS Junee      | Corvette              | Bathurst          | 1944–1958 |                                                   |

### K
| Nom              | Type                                                     | Classe            | Dates     | Notes                                                 |
| ---------------- | -------------------------------------------------------- | ----------------- | --------- | ----------------------------------------------------- |
| HMAS K9          | Sous-marin                                               | K VIII            | 1943–1944 | transféré depuis les Pays-Bas                         |
| HMAS Kalgoorlie  | Corvette                                                 | Bathurst          | 1942–1946 |                                                       |
| HMAS Kangaroo    | Boom defence vessel                                      | Bar (en)          | 1940–1955 |                                                       |
| HMAS Kanimbla    | Landing ship                                             |                   | 1943–1949 | transféré de la Royal Navy                            |
| HMAS Kanimbla    | Landing ship                                             | Kanimbla          | 1994–2011 | transféré de l'US Navy, ex-USS Saginaw                |
| HMAS Kapunda     | Corvette                                                 | Bathurst          | 1942–1961 |                                                       |
| HMAS Kara Kara   | Auxiliary boom defense vessel                            | Navire auxiliaire | 1941–1972 |                                                       |
| HMAS Karangi     | Boom defense vessel                                      | Bar (en)          |           |                                                       |
| HMAS Katoomba    | Corvette                                                 | Bathurst          | 1940–1957 |                                                       |
| Kelat (en)       | Coal hulk                                                | Navire auxiliaire | 1941–1942 | coulé après un raid sur Darwin                        |
| HMAS Kianga      | Dragueur de mines auxiliaire                             |                   |           |                                                       |
| HMAS Kiama       | Corvette                                                 | Bathurst          | 1942–1952 | transféré à la Nouvelle-Zélande                       |
| HMAS Kimbla      | Navire d'essais                                          |                   | 1956–1985 |                                                       |
| HMAS Kinchela    | Net Layer                                                |                   |           |                                                       |
| HMAS King Bay    | Examination vessel                                       |                   | 1940–1946 |                                                       |
| HMAS Koala       | Boom defense vessel                                      | Bar (en)          |           |                                                       |
| HMAS Kookaburra  | Boom defence vessel                                      | Net (en)          | 1939–1958 |                                                       |
| HMAS Koolonga    | Charbonnier et navire ravitailleur                       | Navire auxiliaire | 1914–1915 |                                                       |
| HMAS Koompartoo  | Auxiliary boom defence vessel                            | Navire auxiliaire |           |                                                       |
| HMAS Koopa       | Training Depot ship and Fairmile Motor Launch Depot ship | Navire auxiliaire | 1942–1947 | retourne à son propriétaire en 1947                   |
| HMAS Kooronga    | Remorqueur/Navire d'entrainement                         | Navire auxiliaire | 1924–1948 | vendu à un propriétaire privé et converti en schooner |
| HMAS Korowa      | Dragueur de mines auxiliaire                             |                   |           |                                                       |
| Koraaga          | Dragueur de mines auxiliaire                             | Navire auxiliaire | 1917–1918 | retourne à son propriétaire                           |
| MSA Koraaga (en) | Dragueur de mines auxiliaire                             |                   | 1989–2000 |                                                       |
| HMAS Kuramia     | Auxiliary netlayer                                       |                   |           |                                                       |
| HMAS Kuru        | Patrouilleur                                             |                   | 1941–1943 | transféré depuis le Northern Territory Patrol Service |
| HMAS Kurumba     | Pétrolier                                                |                   | 1919–1947 | transféré depuis la Royal Navy                        |
| HMAS Kuttabul    | Accommodation ship                                       | Navire auxiliaire | 1940–1942 | coulé le 31 mai 1942 dans le port de Sydney           |
| HMAS Kybra       | Auxiliary anti-submarine vessel                          | Navire auxiliaire |           |                                                       |

### L
| Nom                | Type                        | Classe     | Dates     | Notes                                                      |
| ------------------ | --------------------------- | ---------- | --------- | ---------------------------------------------------------- |
| HMAS Labuan        | Landing ship                | LST(3)     | 1946–1955 | transféré depuis la Royal Navy                             |
| HMAS Labuan        | Embarcation de débarquement | Balikpapan | 1973–2014 |                                                            |
| HMAS Lachlan       | Frégate                     | River      | 1945–1949 | transféré à la Nouvelle-Zélande                            |
| HMAS Ladava        | Patrouilleur                | Attack     | 1968–1975 | transféré à la force maritime de Papouasie-Nouvelle-Guinée |
| HMAS Lae           | Landing ship                | LST(3)     | 1946–1955 | transféré depuis la Royal Navy                             |
| HMAS Lae           | Patrouilleur                | Attack     | 1968–1975 | transféré à la force maritime de Papouasie-Nouvelle-Guinée |
| HMAS Latrobe       | Corvette                    | Bathurst   | 1942–1956 |                                                            |
| HMAS Launceston    | Corvette                    | Bathurst   | 1942–1946 | transféré à la Turquie                                     |
| HMAS Launceston    | Patrouilleur                | Fremantle  | 1982–2006 |                                                            |
| HMAS Lismore       | Corvette                    | Bathurst   | 1941–1946 | transféré aux Pays-Bas                                     |
| HMAS Lithgow       | Corvette                    | Bathurst   | 1941–1956 |                                                            |
| HMAS Lolita        | Channel patrol boat         |            |           |                                                            |
| HMAS Lonsdale (en) | Torpilleur                  |            | 1901–1912 | transféré depuis la colonial navy of Victoria              |
| HMAS LST 3008      | Landing ship                | LST(3)     | 1946–1950 | transféré depuis la Royal Navy                             |
| HMAS LST 3014      | Landing ship                | LST(3)     | 1946–1950 | transféré depuis la Royal Navy                             |
| HMAS LST 3022      | Landing ship                | LST(3)     | 1946–1950 | transféré depuis la Royal Navy                             |

### M
| Nom               | Type                                | Classe                            | Dates               | Notes                                                      |
| ----------------- | ----------------------------------- | --------------------------------- | ------------------- | ---------------------------------------------------------- |
| HMAS Macquarie    | Frégate                             | River                             | 1945–1962           |                                                            |
| HMAS Madang       | Patrouilleur                        | Attack                            | 1968–1975           | transféré à la force maritime de Papouasie-Nouvelle-Guinée |
| HMAS Mallina      | Store carrier and collier           | Navire auxiliaire                 | 1914–1915           |                                                            |
| HMAS Mallow       | Corvette                            | Acacia                            | 1919–1925           | transféré depuis la Royal Navy                             |
| Mamutu (en)       |                                     | Navire auxiliaire                 | 1941                |                                                            |
| HMAS Manoora      | Armed merchant ship                 |                                   | 1939–1947           |                                                            |
| HMAS Manoora      | Landing ship                        | Kanimbla (en)                     | 1994–2011           | ex-USS Fairfax County                                      |
| HMAS Marguerite   | Sloop                               | Arabis                            | 1919–1929           | ex-HMS Marguerite                                          |
| HMAS Marlean      | Channel patrol boats                | Converted civilian pleasure boat  |                     |                                                            |
| HMAS Maroubra     | Cutter                              | Converted civilian cutter         | 1942–1943           | coulé par un raid japonais                                 |
| HMAS Marrawah     | Dragueur de mines auxiliaire        |                                   |                     |                                                            |
| HMAS Maryborough  | Corvette                            | Bathurst                          | 1941–1947           |                                                            |
| HMAS Mary Cam     | Dragueur de mines auxiliaire        |                                   |                     |                                                            |
| HMAS Matafele     | Stores carrier                      | Navire auxiliaire                 | 1943–1944           |                                                            |
| HMAS Mavie        | Patrouilleur                        | Converted lugger                  | 1941–1942           |                                                            |
| HMAS Medea        | Dragueur de mines                   |                                   | 1942–1945           | ex-HMS Circe                                               |
| HMAS Melbourne    | Croiseur léger                      | Town                              | 1913–1928           |                                                            |
| HMAS Melbourne    | Porte-avions                        | Majestic                          | 1955–1982           | ex-HMS Majestic                                            |
| HMAS Mercedes     | Dragueur de mines                   |                                   | 1942–1945           | ex-HMS Medusa                                              |
| Merkur            | Victualling Store Issue Supply Ship | Navire auxiliaire                 | 1942–1949           |                                                            |
| HMAS Midge (en)   | Torpilleur                          |                                   | 1911–1912           | transféré depuis la Queensland Maritime Defence Force      |
| HMAS Mildura      | Corvette                            | Bathurst                          | 1941–1956           |                                                            |
| HMAS ML 827       |                                     | chaloupe à moteur Fairmile type B | 1943–1944           | .                                                          |
| HMAS Mollymawk    | Remorqueur                          |                                   |                     |                                                            |
| HMAS Mombah       | Stores ship                         |                                   | 1923–1930 1940–1948 |                                                            |
| HMAS Moresby      | Survey ship/Sloop                   | 24 (en)                           | 1925–1946           | transféré depuis la Royal Navy                             |
| HMAS Moresby      | Survey ship                         | Moresby class                     | 1964–1997           |                                                            |
| HMAS Mother Snake |                                     |                                   |                     |                                                            |
| HMAS Murchison    | Frégate                             | River                             | 1945–1962           |                                                            |
| Murex             | Pétrolier                           | Navire auxiliaire                 | 1914                |                                                            |

### N
| Nom              | Type                         | Classe                        | Dates     | Notes                                     |
| ---------------- | ---------------------------- | ----------------------------- | --------- | ----------------------------------------- |
| HMAS Nambucca    | Dragueur de mines auxiliaire | Navire auxiliaire             | 1940–1943 | transféré à l'United States Navy          |
| HMAS Napier      | Destroyer                    | N class destroyer             | 1940–1945 | transféré à la Royal Navy                 |
| HMAS Narani      | Auxiliary Dragueur de mines  | Navire auxiliaire             | 1941–1946 | retourne à son propriétaire               |
| HMAS Nereus      | Channel patrol boat          | Requisitioned civilian vessel | ??-1942   | détruit pas un incendie le 2 juillet 1942 |
| HMAS Nepal       | Destroyer                    | N class destroyer             | 1942–1945 | retourne à la Royal Navy                  |
| HMAS Nepean (en) | Torpilleur                   | Second-class torpedo boat     | 1901–1912 |                                           |
| HMAS Nestor      | Destroyer                    | N class destroyer             | 1941–1942 |                                           |
| HMAS Nizam       | Destroyer                    | N class destroyer             | 1941–1945 | retourne à la Royal Navy                  |
| HMAS Norman      | Destroyer                    | N class destroyer             | 1941–1945 | retourne à la Royal Navy                  |

### O
| Nom                 | Type                                    | Classe                         | Dates                     | Notes                                                |
| ------------------- | --------------------------------------- | ------------------------------ | ------------------------- | ---------------------------------------------------- |
| ADV Ocean Shield    | Humanitarian and disaster relief vessel |                                | 2012-2014                 |                                                      |
| OFL No. 1           | Oil Fuel Lighter                        | 500-ton Oil Fuel Lighter (en)  |                           |                                                      |
| OFL No. 2           | Oil Fuel Lighter                        | 500-ton Oil Fuel Lighter       |                           |                                                      |
| OFL No. 3           | Oil Fuel Lighter                        | 500-ton Oil Fuel Lighter       |                           |                                                      |
| OFL No. 4           | Oil Fuel Lighter                        | 500-ton Oil Fuel Lighter       |                           |                                                      |
| OFL 1201 (Rocklea)  | Oil Fuel Lighter                        | 1200-ton Oil Fuel Lighter (en) |                           |                                                      |
| OFL 1202            | Oil Fuel Lighter                        | 1200-ton Oil Fuel Lighter      |                           |                                                      |
| OFL 1203            | Oil Fuel Lighter                        | 1200-ton Oil Fuel Lighter      |                           |                                                      |
| OFL 1204            | Oil Fuel Lighter                        | 1200-ton Oil Fuel Lighter      |                           |                                                      |
| OFL 1205            | Oil Fuel Lighter                        | 1200-ton Oil Fuel Lighter      |                           |                                                      |
| OFL 1206            | Oil Fuel Lighter                        | 1200-ton Oil Fuel Lighter      |                           |                                                      |
| OFL 1207            | Oil Fuel Lighter                        | 1200-ton Oil Fuel Lighter      |                           |                                                      |
| OFL 1208 (Karpoint) | Oil Fuel Lighter                        | 1200-ton Oil Fuel Lighter      |                           |                                                      |
| HMAS Olive Cam      | Dragueur de mines auxiliaire            |                                |                           |                                                      |
| HMAS Onslow         | Sous-marin                              | Oberon                         | 1969–1999                 | navire musée à l'Australian National Maritime Museum |
| HMAS Orara          | Dragueur de mines auxiliaire            |                                |                           |                                                      |
| HMAS Orion          | Sous-marin                              | Oberon                         | 1977–1997                 |                                                      |
| HMAS Otama          | Sous-marin                              | Oberon                         | 1978–1999                 | navire musée à Western Port, VIC                     |
| Otter (en)          | Examination vessel                      | Navire auxiliaire              | (1914–1918) & (1939–1940) | retourne à son propriétaire                          |
| HMAS Otway          | Sous-marin                              | Odin                           | 1927–1937                 | transféré à la Royal Navy                            |
| HMAS Otway          | Sous-marin                              | Oberon                         | 1968–1994                 |                                                      |
| HMAS Ovens          | Sous-marin                              | Oberon                         | 1969–1995                 |                                                      |
| HMAS Oxley          | Sous-marin                              | Odin                           | 1927–1937                 | transféré à la Royal Navy                            |
| HMAS Oxley (S 57)   | Sous-marin                              | Oberon                         | 1967–1992                 |                                                      |

### P
| Nom                      | Type                             | Classe                   | Dates     | Notes                                                  |
| ------------------------ | -------------------------------- | ------------------------ | --------- | ------------------------------------------------------ |
| HMAS Paluma (en)         | Canonnière                       |                          | 1911–1916 | transféré depuis la Queensland Maritime Defence Force  |
| HMAS Paluma (1941)       | Auxiliary Patrol Vessel          |                          | 1941–1945 |                                                        |
| HMAS Paluma (1946)       | Survey vessel                    | Unnamed class of 18 MSLs | 1946–1973 | Converti depuis le Motor Store Lighter No 252 MSL 252) |
| HMAS Parkes              | Corvette                         | Bathurst                 | 1944–1957 |                                                        |
| HMAS Parramatta (D55)    | Destroyer                        | River                    | 1910–1928 |                                                        |
| HMAS Parramatta (U44)    | Sloop                            | Grimsby (en)             | 1940–1941 |                                                        |
| HMAS Parramatta (DE 46)  | Destroyer d'escorte              | River                    | 1961–1991 |                                                        |
| HMAS Patricia Cam        | Auxiliary Dragueur de mines      |                          | 1942–1943 | converti depuis un chalutier                           |
| HMAS Paterson            | Auxiliary Dragueur de mines      |                          |           |                                                        |
| HMAS Penguin (en)        | Depot ship                       | Osprey (en)              | 1913–1923 | transféré Royal Navy                                   |
| HMAS Penguin             | Depot ship                       | Challenger               | 1923–1929 | ex-HMAS Encounter                                      |
| HMAS Phillip             | Depot tender                     |                          | 1916–1921 | ex-HMAS Togo                                           |
| HMAS Penguin             | Depot ship                       |                          | 1929–1941 | ex-HMAS Platypus (1917)                                |
| HMAS Perth (D29)         | Croiseur léger                   | Leander                  | 1939–1942 | ex-HMS Amphion                                         |
| HMAS Perth (D 38)        | Destroyer                        | Perth                    | 1965–1999 |                                                        |
| HMAS Pioneer             | Croiseur léger                   | Pelorus (en)             | 1915–1916 | .                                                      |
| HMAS Ping Wo             | Navire de réparation/Stores ship | Navire auxiliaire        | 1942–1946 | retourne à son propriétaire en 1946                    |
| HMAS Pirie (J189)        | Corvette                         | Bathurst                 | 1942–1946 | transféré à la Turquie                                 |
| HMAS Platypus (1917)     | Ravitailleur de sous-marin       |                          | 1917–1958 |                                                        |
| HMAS Polaris             | Surveying tender                 |                          | 1942–1945 | retourne à son propriétaire                            |
| HMAS Porpoise            | Diving tender                    | Modified Ham             | 1973–1989 | ex-HMS Neasham                                         |
| HMAS Poyang              | Stores ship                      | Navire auxiliaire        | 1942–1946 | retourne à son propriétaire en 1946                    |
| HMAS Protector (1884)    | Croiseur léger                   |                          | 1911–1924 | transféré depuis la colonial navy of South Australia   |
| HMAS Protector (ASR 241) | Navire d'essais                  |                          | 1990–1998 |                                                        |
| HMAS Psyche              | Croiseur léger                   | Pelorus (en)             | 1915–1918 | transféré depuis la Royal Navy                         |

### Q
| Nom               | Type       | Classe     | Dates     | Notes                                       |
| ----------------- | ---------- | ---------- | --------- | ------------------------------------------- |
| HMAS Quadrant     | Destroyer  | Classe Q   | 1945–1963 | ex-HMS Quadrant                             |
| HMAS Quality      | Destroyer  | Classe Q   | 1945–1958 | ex-HMS Quality                              |
| HMAS Queenborough | Destroyer  | Classe Q   | 1945–1975 | ex-HMS Queenborough                         |
| HMAS Quiberon     | Destroyer  | Classe Q   | 1942–1972 |                                             |
| HMAS Quickmatch   | Destroyer  | Classe Q   | 1942–1972 |                                             |
| Quokka            | Remorqueur | Remorqueur | 1984–1998 | vendu aux Defence Maritime Services en 1998 |

### R
| Nom              | Type                      | Classe                  | Dates     | Notes                                                            |
| ---------------- | ------------------------- | ----------------------- | --------- | ---------------------------------------------------------------- |
| ASRV Remora      | Sous-marin rescue vehicle | Remora                  | 1995–2006 | inactif depuis un accident en 2006                               |
| HMAS Reserve     | Remorqueur                | Salvage tug (en)        | 1943–1961 | ex-USS BAT-11                                                    |
| HMAS River Snake | Junk                      | Snake                   | 1945      | transféré en 1945 à la British Civil Administration Unit, Borneo |
| HMAS Rockhampton | Corvette                  | Bathurst-class corvette | 1942–1961 |                                                                  |
| Rona             | Coal hulk                 | Navire auxiliaire       | 1943–1946 | retourne à son propriétaire                                      |
| HMAS Rushcutter  | Chasseur de mines         | Bay                     | 1986–2001 |                                                                  |

### S
| Nom                 | Type                             | Classe                        | Dates                | Notes                                                            |
| ------------------- | -------------------------------- | ----------------------------- | -------------------- | ---------------------------------------------------------------- |
| HMAS Salamaua       | Embarcation de débarquement      | Balikpapan                    | 1973–1974            |                                                                  |
| HMAS Samarai        | Patrouilleur                     | Attack                        | 1968–1975            |                                                                  |
| HMAS Samuel Benbow  | Dragueur de mines auxiliaire     | Navire auxiliaire             | 1940–1946            | retourne à son propriétaire                                      |
| HMAS Sea Mist       | Channel patrol boat              | Requisitioned civilian vessel | 1942–c1945           | retourne à son propriétaire                                      |
| HMAS Sea Snake      |                                  | Snake                         | 1945                 | transféré en 1945 à la British Civil Administration Unit, Borneo |
| HMAS Seal (en)      | Diving tender                    | Modified Ham                  | 1968–1988            | ex-HMS Wintringham                                               |
| HMAS Shepparton     | Corvette                         | Bathurst                      | 1943–1958            |                                                                  |
| HMAS Shoalhaven     | Frégate                          | River                         | 1945–1962            |                                                                  |
| HMAS Shoalwater     | Chasseur de mines                | Bay                           | 1987–2001            |                                                                  |
| HMAS Shropshire     | Croiseur lourd                   | County                        | 1943–1949            | transféré à la Royal Navy                                        |
| HMAS Siesta         | Channel patrol boat              | Requisitioned civilian vessel | ?-1942               | détruit dans une explosion 1942                                  |
| HMAS Silver Cloud   | Channel patrol boat              | Requisitioned civilian vessel | ?-1943               |                                                                  |
| HMAS Sirocco        | Channel patrol boat              | Requisitioned civilian vessel | ?-1942               |                                                                  |
| HMAS Sleuth         | Patrol vessel                    |                               | 1917–1920, 1990      |                                                                  |
| HMAS Sleuth         | Auxiliary patrol boat            |                               | 1940–1945            | ex-HMAS Vigilant, renommé HMAS Hawk en 1945.                     |
| HMAS Snipe          | Dragueur de mines                | Ton (en)                      | 1962–1983            | ex-HMS Alcaston                                                  |
| HMAS Southern Cross | Examination vesses               |                               | 1941–                |                                                                  |
| HMAS Sprightly      | Remorqueur                       |                               |                      | ex USS BAT-12                                                    |
| HMAS Stalwart       | Destroyer                        | S (en)                        | 1920–1925            |                                                                  |
| HMAS Stalwart       | Destroyer tender                 |                               | 1966–1989            |                                                                  |
| HMAS Stawell        | Corvette                         | Bathurst                      | 1943–1952            |                                                                  |
| HMAS Steady Hour    | Channel patrol boat              | Requisitioned civilian vessel | 1941–1945            |                                                                  |
| HMAS Stella         | Survey vessel                    | Requisitioned civilian vessel | 1942–1945            | remis en service en 1952 comme HMAS Warreen                      |
| HMAS Strahan        | Corvette                         | Bathurst                      | 1944–1961            |                                                                  |
| HMAS Stuart         | Destroyer                        | Scott                         | 1933–1946            | transféré depuis la Royal Navy                                   |
| HMAS Stuart         | Destroyer d'escorte              | River                         | 1963–1991            |                                                                  |
| HMAS St Giles       | Patrouilleur auxiliaire/tug boat | Navire auxiliaire             | 1940–1942, 1945–1946 | retourne à son propriétaire en 1947                              |
| HMAS Success        | Destroyer                        | S                             | 1920–1930            |                                                                  |
| HMAS Supply         | Pétrolier                        | Tide                          | 1962–1985            |                                                                  |
| HMAS Suva           | Special service vessel           |                               | 1919                 | ex HMS Suva.                                                     |
| HMAS Swan           | Destroyer                        | River                         | 1916–1928            |                                                                  |
| HMAS Swan           | Sloop                            | Grimsby                       | 1937–1964            |                                                                  |
| HMAS Swan           | Destroyer d'escorte              | River                         | 1970–1996            |                                                                  |
| HMAS Swordsman      | Destroyer                        | S                             | 1920–1929            |                                                                  |
| HMAS Sydney         | Croiseur léger                   | Town                          | 1913–1928            |                                                                  |
| HMAS Sydney         | Croiseur léger                   | Leander                       | 1935–1941            | ex-HMS Phaeton                                                   |
| HMAS Sydney         | Porte-avions/troopship           | Majestic                      | 1948–1973            | ex-HMS Terrible                                                  |
| HMAS Sydney         | Frégate                          | Adelaide                      | 1983-2015            |                                                                  |

### T
| Nom                        | Type                        | Classe               | Dates     | Notes                                                       |
| -------------------------- | --------------------------- | -------------------- | --------- | ----------------------------------------------------------- |
| Tailor                     | Torpedo Recovery Vessel     |                      | 197?–1988 | vendu aux Defence Maritime Services                         |
| HMAS Taipan                |                             |                      | 1945      | transféré au Council for Scientific and Industrial Research |
| HMAS Tambar                | Dragueur de mines           |                      |           |                                                             |
| Tammar                     | Remorqueur                  |                      | 1984–1998 | vendu aux Defence Maritime Services                         |
| HMAS Tamworth              | Corvette                    | Bathurst             | 1942–1946 | transféré à la Royal Netherlands Navy                       |
| HMAS Tarakan               | Landing ship                | LST(3)               | 1946–1954 | transféré depuis la Royal Navy                              |
| HMAS Tarakan               | Embarcation de débarquement | Balikpapan           | 1973–2014 | transféré aux Philippines                                   |
| HMAS Tasmania              | Destroyer                   | S                    | 1920–1928 |                                                             |
| HMAS Tattoo                | Destroyer                   | S                    | 1920–1933 |                                                             |
| TB 191 (en)                | Torpilleur                  |                      | 1911–1918 | transféré depuis la colonial navy of South Australia        |
| HMAS Teal                  | Dragueur de mines           | Ton (en)             | 1962–1979 | ex-HMS Jackton                                              |
| Telopea                    | Crane stores lighter        | Wattle-class (en)    | 1972–1997 | vendu aux Defence Maritime Services                         |
| HMAS Terka                 | Dragueur de mines           |                      | 1940–1945 |                                                             |
| HMAS Tiger Snake           | Snake class junk            |                      | 1944–1945 | transféré à la British Borneo Civil Administration Unit     |
| HMAS Tingira               | Navire d'entrainement       |                      | 1911–1927 |                                                             |
| HMAS Tobruk                | Destroyer                   | Battle               | 1950–1972 |                                                             |
| HMAS Tobruk                | Landing ship                | Modified Round Table | 1981–2015 |                                                             |
| HMAS Tolga                 | Dragueur de mines           |                      |           |                                                             |
| HMAS Togo                  | Depot tender                |                      | 1916–1921 | renommé HMAS Phillip                                        |
| HMAS Tongkol               | Dragueur de mines           |                      |           |                                                             |
| HMAS Toorie                | Dragueur de mines           |                      |           |                                                             |
| HMAS Toowoomba             | Corvette                    | Bathurst             | 1941–1946 |                                                             |
| HMAS Toomaree              | Channel patrol boat         |                      |           |                                                             |
| HMAS Torrens (D67)         | Destroyer                   | River                | 1916–1926 |                                                             |
| HMAS Torrens (DE 53)       | Destroyer d'escorte         | River                | 1971–1998 |                                                             |
| HMAS Townsville (J205)     | Corvette                    | Bathurst             | 1941–1956 |                                                             |
| HMAS Townsville (FCPB 205) | Patrouilleur                | Fremantle            | 1981–2007 | Navire musée au Maritime Museum of Townsville               |
| Trevally                   | Torpedo Recovery Vessel     |                      | 197?–1988 | vendu aux Defence Maritime Services                         |
| Tuna                       | Torpedo Recovery Vessel     |                      | 197?–1988 | vendu aux Defence Maritime Services                         |

### U
| Nom         | Type                                                                        | Classe | Dates     | Notes |
| ----------- | --------------------------------------------------------------------------- | ------ | --------- | ----- |
| HMAS Una    | Sloop                                                                       |        | 1914–1925 |       |
| HMAS Uki    | Auxiliary mine sweeper                                                      |        | 1939–???? |       |
| HMAS Uralba | Auxiliary minefield tender, boom defence vessel and armament stores carrier |        | 1942–1945 |       |
| HMAS Upolu  | Sous-marin depot ship                                                       |        | 1914      |       |

### V
| Nom            | Type                  | Classe   | Dates     | Notes                                                |
| -------------- | --------------------- | -------- | --------- | ---------------------------------------------------- |
| HMAS Vampire   | Destroyer             | V        | 1933–1942 | transféré depuis la Royal Navy                       |
| HMAS Vampire   | Destroyer             | Daring   | 1959–1985 | navire musée à l'Australian National Maritime Museum |
| HMAS Vendetta  | Destroyer             | V        | 1933–1945 | transféré depuis la Royal Navy                       |
| HMAS Vendetta  | Destroyer             | Daring   | 1958–1979 |                                                      |
| HMAS Vengeance | Porte-avions          | Colossus | 1952–1955 | loué à la Royal Navy                                 |
| HMAS Vigilant  | Auxiliary patrol boat |          | 1940–1945 | renommé HMAS Sleuth en 1944.                         |
| HMAS Voyager   | Destroyer             | V        | 1933–1942 | transféré depuis la Royal Navy                       |
| HMAS Voyager   | Destroyer             | Daring   | 1957–1964 |                                                      |

### W
| Nom              | Type                           | Classe            | Dates      | Notes                                            |
| ---------------- | ------------------------------ | ----------------- | ---------- | ------------------------------------------------ |
| HMAS Wagga       | Corvette                       | Bathurst          | 1942–1962  |                                                  |
| Wallaby          | Water/Fuel Lighter             | Wallaby           | 1983–1997  | Transféré au DMS Maritime                        |
| HMAS Wallaroo    | Corvette                       | Bathurst          | 1942–1943  |                                                  |
| MSA Wallaroo     | Dragueur de mines              | Bandicoot         | 1991-2010s |                                                  |
| HMAS Waree       | Remorqueur boat                | Navire auxiliaire | 1942–1946  | coulé la 17 octobre 1946                         |
| HMAS Warramunga  | Destroyer                      | Tribal            | 1942–1963  |                                                  |
| HMAS Warrawee    | Dragueur de mines auxiliaire   |                   |            |                                                  |
| HMAS Warrego     | Destroyer                      | River             | 1912–1928  |                                                  |
| HMAS Warrego     | Sloop                          | Grimsby (en)      | 1940–1963  |                                                  |
| Warrigal         | Water/Fuel Lighter             | Wallaby           | 1984–1997  | transféré au DMS Maritime                        |
| HMAS Warrnambool | Corvette                       | Bathurst          | 1941–1947  | coulé après une collision avec une mine          |
| HMAS Warrnambool | Patrouilleur                   | Fremantle         | 1981–2005  |                                                  |
| HMAS Wato        | Remorqueur                     |                   | 1941–1945  |                                                  |
| Wattle           | Remorqueur                     |                   | 1934–1971  |                                                  |
| Wattle           | Crane stores lighter           | Wattle-class (en) | 1972–1997  | vendu aux Defence Maritime Services              |
| HMAS Waterhen    | Destroyer                      | V                 | 1933–1941  | transféré depuis la Royal Navy                   |
| HMAS Westralia   | Armed merchant ship            |                   | 1939–1949  |                                                  |
| HMAS Westralia   | Underway replenishment ship    | Leaf (en)         | 1989–2006  | transféré depuis la Royal Navy; ex-RFA Appleleaf |
| HMAS Wewak       | Embarcation de débarquement    | Balikpapan        | 1973–2012  |                                                  |
| Whangape         | Pétrolier/ navire ravitailleur | Navire auxiliaire | 1914       |                                                  |
| HMAS Whang Pu    | Mobile repair ship/Stores ship | Navire auxiliaire | 1944–1946  |                                                  |
| HMAS Whyalla     | Corvette                       | Bathurst          | 1942–1947  | navire musée in Whyalla, SA                      |
| HMAS Whyalla     | Patrouilleur                   | Fremantle         | 1982–2005  |                                                  |
| HMAS Wilcannia   |                                | Navire auxiliaire | 1940–      |                                                  |
| HMAS Wollongong  | Corvette                       | Bathurst          | 1941–1946  | transféré à la Royal Netherlands Navy            |
| HMAS Wollongong  | Patrouilleur                   | Fremantle         | 1981–2005  |                                                  |
| Wombat           | Water/Fuel Lighter             | Wallaby           | 1983–1997  | transféré au DMS Maritime                        |
| HMAS Wongala     | Armoured auxiliary/Guard ship  |                   | 1939–1944  | remis en service en 1947 comme HMAS Wyatt Earp   |
| HMAS Woomera     | Armament store carrier         |                   | 1946–1960  |                                                  |
| HMAS Wyatt Earp  | Chalutier armé                 |                   | 1947–1951  | retour à une carrière civile                     |
| HMAS Wyrallah    | Patrouilleur auxiliaire        |                   |            |                                                  |
| Wyulda           | Water/Fuel Lighter             | Wallaby           | 1984–1997  | transféré au DMS Maritime                        |

### Y
| Nom                 | Type                           | Classe            | Dates        | Notes                                                                                            |
| ------------------- | ------------------------------ | ----------------- | ------------ | ------------------------------------------------------------------------------------------------ |
| Yampi Lass (en)     | Stores lighter                 | Navire auxiliaire | 194?–1943    | coulé dans une tempête à Darwin le 11 april 1943                                                 |
| HMAS Yandra         | Patrol craft/minesweeper       | Navire auxiliaire | 1940–1946    | retour à son propriétaire                                                                        |
| HMAS Yarra          | Destroyer                      | River             | 1910–1919    | coulé comme cible en 1931                                                                        |
| HMAS Yarra          | Sloop                          | Grimsby (en)      | 1936–1942    | coulé le 4 mars 1942                                                                             |
| HMAS Yarra          | Destroyer d'escorte            | River             | 1961–1985    |                                                                                                  |
| HMAS Yarroma        | Channel patrol boat            |                   |              |                                                                                                  |
| STS Young Endeavour | Sail Training Ship             | Tall ship         | 1988–présent | cadeau du gouvernement britannique à l'Australie pour le bicentenaire de la colonisation en 1988 |
| HMAS Yunnan         | Ammunition stores issuing ship | Navire auxiliaire | 1944–1946    | retour à son propriétaire                                                                        |